# Deutsch Áron Dávid
Deutsch Áron Dávid (Raudnitz, Morvaország, 1812. – Balassagyarmat, 1878. április 26.) rabbi.

## Élete
Nagyatyjánál tanult, aki szülővárosának rabbija volt, azután a prágai, majd a pozsonyi jesivákat látogatta s ez utóbbi helyt Szófer Mózes kedvenc tanítványai közé tartozott. Albertirsán működött, majd Budapesten, az itt tartott jesiván, az 1840-es évek elején. 1846-ban Sebes község, 1851. Balassagyarmat rabbija lett. A reformmozgalom idején és az 1868. kongresszuson Deutsch egyik legengesztelhetetlenebb, de egyik legjelentékenyebb vezetője is volt a harcias ortodoxiának. Nagy érdeme van az autonóm ortodox községek legális elismertetésében. Deutsch szimpatizált a haszidizmussal is, s ő maga szigorú aszkéta volt. A rituálék megtartásánál szélsőségesen konzervatív nézeteket vallott. Bűnnek bélyegezte, ha valaki olyan templomban imádkozott, ahol az almemor nem a középen állt. Reszponzumait Goren Dávid cím alatt fia, Dávid József Izráel adta ki (Paks, 1885).